# Han Berger
Han Berger, né le 17 juin 1950 à Utrecht aux Pays-Bas, est un footballeur néerlandais, reconverti entraîneur. Il jouait au poste de défenseur.

## Biographie

### Carrière d'entraîneur
Han Berger est le plus jeune entraîneur de toute l'histoire du football professionnel aux Pays-Bas. Après avoir subi une grave blessure au genou, sa carrière de joueur s'est terminée à l'âge de 22 ans et il a été nommé entraîneur-adjoint de Bert Jacobs au FC Utrecht. Lorsque l'entraîneur Jan Rab a été licencié en janvier 1976, il devient l'entraîneur de l'équipe première du FC Utrecht à l'âge de 25 ans.
Au total, Berger était 637 fois comme entraîneur sur le banc lors d'un match d'Eredivisie, le deuxième plus grand nombre dans l'histoire de l'Eredivisie.
De 1998 à 2000, il est le sélectionneur de l'équipe des Pays-Bas espoirs. En 2004, il entraîne son dernier club l'Oita Trinita en J. League.

### Carrière de directeur sportif
Han Berger est le directeur sportif du FC Utrecht de 2000 à 2003. Puis, il devient le directeur sportif du De Graafschap Doetinchem de 2005 à 2008. De 2009 à 2014, il est le directeur sportif de la sélection australienne. 
Il est officiellement nommé le 17 avril 2014 directeur sportif du Sydney FC.